# Dr. Feelgood (band)

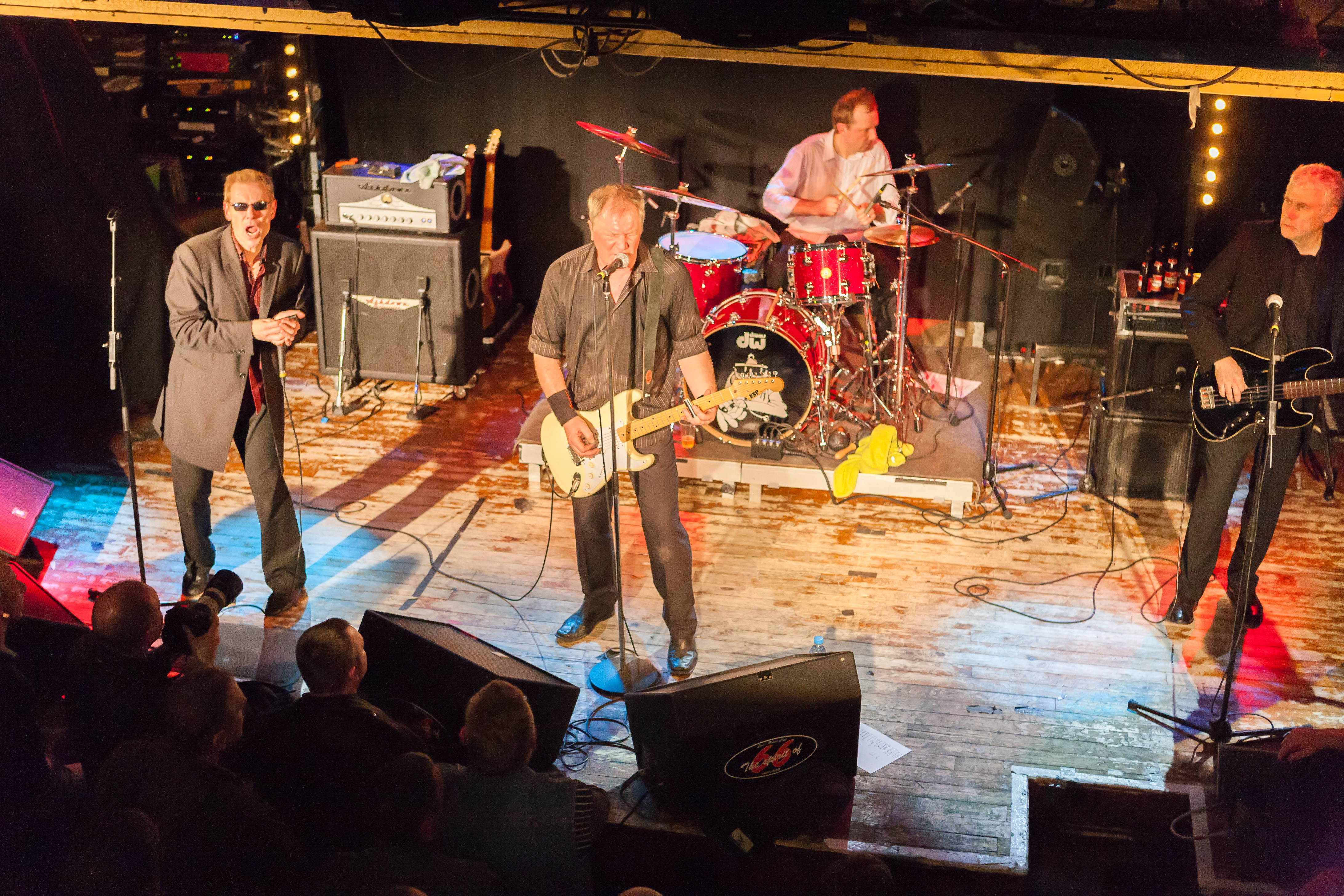
Dr. Feelgood live in België (2009), zonder originele leden

Dr. Feelgood is een Britse rock- en bluesband, geformeerd in 1971. De naam is afkomstig van een bluesnummer met de gelijknamige titel door Johnny Kidd and the Pirates, oorspronkelijk opgenomen in 1962 door Willie Perryman (ook bekend als "Piano Red"), die het nummer "Dr. Feel-good" opnam onder het pseudoniem "Dr. Feelgood & The Interns".

## Biografie

### Beginperiode
De jeugdvrienden Lee Collinson, Chris White en John Sparkes werden geïnspireerd tijdens een concert van Howlin' Wolf waarna Collinson mondharmonica leerde spelen.
Chris White, die zijn naam verandert in Chris Fenwick, gaat naar dramaschool en wordt acteur. Later gebruikt hij zijn connecties om de band naar Nederland te halen, waar ze uiteindelijk doorbreken. Als Chris "Whitey" Fenwick wordt hij vervolgens de manager van de band.
Collinson verandert zijn naam in Lee Brilleaux. Lee en John weten gitarist John "Wilko Johnson" Wilkinson te strikken en via hem komen ze in contact met John "The Big Figure" Martin. Hiermee is de eerste line-up een feit.

### Tegenwoordig
Lee Brilleaux, het laatste originele lid, overleed op 7 april 1994 aan kanker; op zijn verzoek bleef de band optreden, aanvankelijk met Pete Gage als zanger.
Ook bij Wilko Johnson werd kanker vastgesteld; verwacht werd dat hij het einde van 2013 en de releasedatum van zijn samenwerkings-cd met Who-zanger Roger Daltrey niet zou halen, maar hij onderging een levensverlengende operatie. Johnson overleed uiteindelijk op 22 november 2022.
Ondertussen verliet Walwyn in juni 2021 de band wegens familieomstandigheden. Hij werd vervangen door Gordon Russell, wiens plaats hij 32 jaar eerder innam.

## Discografie

### Albums
| Album met eventuele hitnotering(en) in de Nederlandse Album Top 100 | Datum van verschijnen | Datum van binnenkomst | Hoogste positie | Aantal weken | Opmerkingen |
| ------------------------------------------------------------------- | --------------------- | --------------------- | --------------- | ------------ | --- |
| Down by the Jetty                                                   | januari 1975          |                       |                 |              | |
| Malpractice                                                         | oktober 1975          |                       |                 |              | |
| Stupidity                                                           | september 1976        |                       |                 |              | |
| Sneakin' Suspicion                                                  | mei 1977              |                       |                 |              | |
| Be Seeing You                                                       | september 1977        |                       |                 |              | Eerste album met Gypie Mayo als gitarist                                                                                              |
| Private Practice                                                    | september 1978        |                       |                 |              | |
| As It Happens                                                       | juni 1979             |                       |                 |              | Livealbum |
| Let It Roll                                                         | september 1979        |                       |                 |              | met medewerking van Steve Gregory op tenor- en altsaxofoon, 'Shotgun' Roy Davies op orgel, en Mike Deacon en Geraint Watkins op piano |